# NFL 1953
Die NFL-Saison 1953 war die 34. Saison der National Football League. Als Sieger aus dieser Saison gingen die Detroit Lions hervor.

## Änderungen
Zur Saison 1953 wurden das zurückgegebene Franchise der Dallas Texans von der NFL an eine Gruppe aus Baltimore verkauft, welche daraufhin die Baltimore Colts gründeten. Der Gründer der Cleveland Browns, Mickey McBride verkaufte vor Saisonbeginn das Team an eine Investorengruppe um Dave R. Jones. Die American und National Conference wurden in Eastern und Western Conference umbenannt.

## Regular Season
| Eastern Conference  | Eastern Conference | Eastern Conference | Eastern Conference | Eastern Conference | Eastern Conference | Eastern Conference |
| Team                | S                  | N                  | U                  | SQ                 | P+                 | P−                 |
| ------------------- | ------------------ | ------------------ | ------------------ | ------------------ | ------------------ | ------------------ |
| Cleveland Browns    | 11                 | 1                  | 0                  | 0,917              | 348                | 162                |
| Philadelphia Eagles | 7                  | 4                  | 1                  | 0,636              | 352                | 215                |
| Washington Redskins | 6                  | 5                  | 1                  | 0,545              | 208                | 215                |
| Pittsburgh Steelers | 6                  | 6                  | 0                  | 0,500              | 211                | 263                |
| New York Giants     | 3                  | 9                  | 0                  | 0,250              | 179                | 277                |
| Chicago Cardinals   | 1                  | 10                 | 1                  | 0,091              | 190                | 337                |

| Western Conference  | Western Conference | Western Conference | Western Conference | Western Conference | Western Conference | Western Conference |
| Team                | S                  | N                  | U                  | SQ                 | P+                 | P−                 |
| ------------------- | ------------------ | ------------------ | ------------------ | ------------------ | ------------------ | ------------------ |
| Detroit Lions       | 10                 | 2                  | 0                  | 0,833              | 271                | 205                |
| San Francisco 49ers | 9                  | 3                  | 0                  | 0,750              | 372                | 237                |
| Los Angeles Rams    | 8                  | 3                  | 1                  | 0,727              | 366                | 236                |
| Chicago Bears       | 3                  | 8                  | 1                  | 0,273              | 218                | 262                |
| Baltimore Colts     | 3                  | 9                  | 0                  | 0,250              | 182                | 350                |
| Green Bay Packers   | 2                  | 9                  | 1                  | 0,182              | 200                | 338                |

Legende:
| Siege              | Niederlagen           | Unentschieden           | SQ gewonnene Spiele (relativ) |
| P+ gemachte Punkte | P− gegnerische Punkte | Championship-Teilnehmer |                               |

## NFL Championship Game
Das NFL Championship Game 1953 fand am 27. Dezember 1953 im Briggs Stadium in Detroit, Michigan statt. Die Sieger der Eastern und der Western Division traten darin gegeneinander an. Die Detroit Lions konnten vor heimischer Kulisse den Triumph aus dem Vorjahr wiederholen.
|                      |                           |  | NFL Championship Game 1953 |                           |                  |  |                                  |
|                      | Detroit 27. Dezember 1953 |  | Detroit Lions              | \| \| 17 : 16 \| \| \| \| | Cleveland Browns |  | Briggs Stadium Zuschauer: 54.577 |
| (7:0, 3:3, 0:7, 7:6) | Detroit 27. Dezember 1953 |  | Detroit Lions              |                           | Cleveland Browns |  | Briggs Stadium Zuschauer: 54.577 |
|                      | 17 : 16                   |  |                            |                           |                  |  |                                  |
|                      |                           |  |                            |                           |                  |  |                                  |

## Rekorde
- Bert Rechichar traf am 27. September 1953 für die Baltimore Colts ein Field Goal aus 56 Yards. Er übertraf damit den vorherigen Rekord von 1934 mit zwei Yards. Der Rekord wurde erst 1970 von Tom Dempsey (63 Yards) gebrochen.[4]
- Willie Thrower spielte am 18. Oktober 1953 als erster schwarzer Quarterback in der NFL. Der Chicago-Bears-Spieler komplettierte im Spiel gegen die San Francisco 49ers drei von acht Pässen für 27 Yards und eine Interception. Es war sein einziges Spiel in der NFL.[5]